# Dichromodes ainaria
Dichromodes ainaria är en fjärilsart som beskrevs av Achille Guenée 1858. Dichromodes ainaria ingår i släktet Dichromodes och familjen mätare. Inga underarter finns listade i Catalogue of Life.